# Partie (musique)
 (juin 2010).
Si vous disposez d'ouvrages ou d'articles de référence ou si vous connaissez des sites web de qualité traitant du thème abordé ici, merci de compléter l'article en donnant les références utiles à sa vérifiabilité et en les liant à la section « Notes et références ».
Pour les articles homonymes, voir Partie.

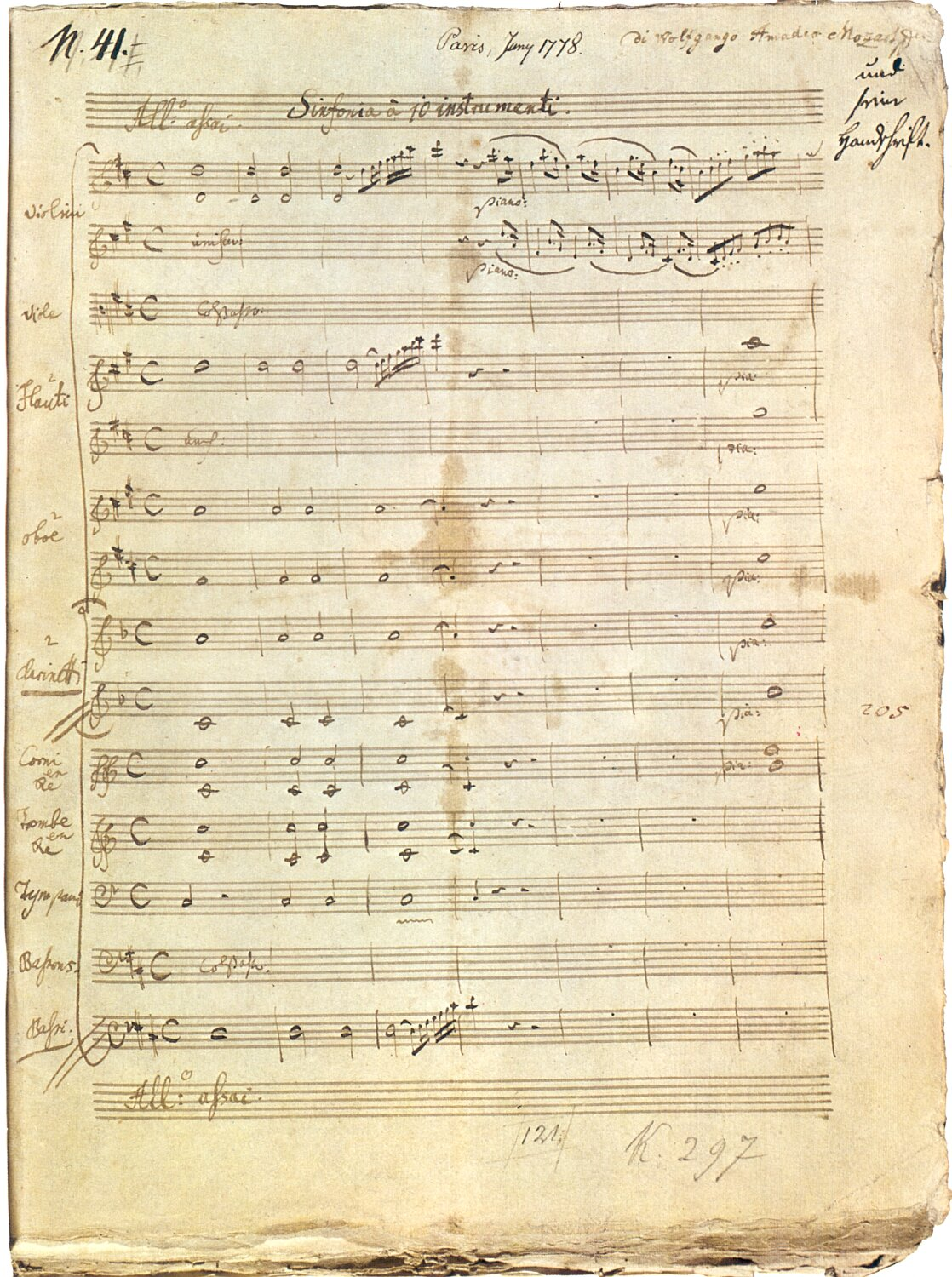
Partition autographe de la Symphonie n° 31 en ré majeur, Kv. 297 "Paris" de W. A. Mozart.

En musique, le mot partie peut tout d'abord revêtir le sens habituel d’« élément d'un tout ». C'est ainsi qu'il peut désigner la section d'une œuvre musicale qui en comporte plusieurs. On pourra dire, par exemple, « qu'une symphonie classique est généralement écrite en quatre parties » : dans cet emploi, le mot est synonyme de « mouvement ».
Une partie peut également désigner, à l'intérieur d'une pièce musicale cette fois, une subdivision quelconque de la pièce en question. On dira, par exemple, qu'habituellement, « la mélodie d'une chanson, est organisée en deux parties : un couplet alternant avec un refrain » : dans cet emploi, le mot est plutôt synonyme de « fragment » ou d’« idée musicale ».
Cependant, dans un sens plus technique, et plus précisément, dans la musique occidentale, polyphonique ou harmonique, une partie désigne, au sein d'une œuvre musicale, le rôle destiné à un interprète ou un groupe d'interprètes — qu'il s'agisse de voix ou d'instruments. Par exemple, une « partie de violon » est prévue pour être jouée par un violon, ou par un groupe de violons — dans un orchestre, par exemple. De la même façon, une « partie de ténor » est destinée à être chantée par une voix de ténor, ou par un groupe de ténors — dans un chœur, par exemple.
Dans la musique monodique, c'est-à-dire en l'absence de simultanéités sonores, et a cappella (par exemple, le chant grégorien interprété à l'unisson), le concept de partie n'a guère de sens.

## Appellation des différentes parties
De manière abstraite, c'est-à-dire, sans préjuger de l'instrument ou de la typologie vocale de destination, les différentes parties d'une œuvre musicale donnée sont numérotées depuis l'aigu vers le grave.
La première partie — la plus aiguë — est appelée partie supérieure. La dernière partie — la plus grave — est appelée partie inférieure ou basse. Partie supérieure et basse sont regroupées sous l'appellation de parties extrêmes.
Dans une œuvre écrite pour au moins trois parties, la ou les parties situées entre les extrêmes, sont appelées parties intermédiaires.
Par exemple, dans un quatuor vocal, constitué, comme son nom l'indique, de quatre parties — à savoir, de l'aigu vers le grave : soprano, alto, ténor et basse —, les parties extrêmes sont : le soprano (partie supérieure) et la basse (partie basse) ; les parties intermédiaires : l'alto et le ténor.
Au départ, le terme alto désigne la « partie d'alto ». Par extension, l'alto donne son nom à la voix ou l'instrument jouant cette partie.
Le terme ténor vient de la « teneur » telle que définie par la polyphonie médiévale. La (ou les) voix disposée « contre la teneur » fut logiquement nommée « contreteneur » (contratenor en latin), transformé par la suite en contreténor.
Lorsque l'ambitus de ces voix rajoutées cessa de se confondre avec celui du ténor, on les distingua par les termes de contratenor bassus (« contre la teneur, en bas »), vite abrégé en bassus, et de contratenor altus (« contre la teneur, en haut »), abrégé ou traduit en contralto ou haute-contre (termes qui ont pris depuis des sens spécifiques).

## Partie, partition et portée
Les différentes parties d'une œuvre musicale sont destinées à être exécutées simultanément. En conséquence, on peut parler de partie seulement dans une pièce musicale organisée et planifiée, donc, écrite, c'est-à-dire, une œuvre associée à une partition. Dans le domaine de l'improvisation ou celui de la transmission orale de la musique, le concept de partie est peu pertinent.
Sur une partition, la réunion par des barres verticales, des différentes parties d'une œuvre musicale, est appelée un système[réf. nécessaire].
Les parties séparées affectées aux différents groupes d'interprètes sont habituellement réunies dans une partition spéciale appelée conducteur (ou partition les termes étant synonymes),  destinée au chef d'orchestre ou au chef de chœur.
Sur une partition, chaque partie correspond, à une ou plusieurs portées. Par exemple, une partie vocale, une partie de flûte, de violoncelle, de clarinette, etc. n'a besoin que d'une seule portée. En revanche, certains instruments tels que le piano, le clavecin, la harpe, etc., en nécessitent deux, une pour chaque main — les partitions de piano à quatre mains comportent donc quatre portées. Citons enfin le cas de l'orgue, qui s'écrit habituellement sur trois portées — main gauche, main droite et pédalier. Cependant, à partir de la période symphonique, une partition d'orgue peut avoir plus de trois portées, lorsque par exemple une seule main doit jouer à cheval sur deux claviers ; une portée pour chaque clavier est alors nécessaire. Dans la musique contemporaine on peut ainsi trouver jusqu'à neuf portées : une portée pour la pédale, une portée par main et par clavier pour un instrument de quatre claviers.

## Partie et voix
À l'époque de la polyphonie médiévale, les pièces musicales à plusieurs parties sont pratiquement toutes destinées à être chantées — la littérature instrumentale ne se développera vraiment qu'à partir de la Renaissance —, en conséquence de quoi, dans divers emplois, le terme de voix est à peu près synonyme de partie. C'est ainsi que pour un chanteur ou un instrument mélodique « la partie se confond fréquemment avec la voix ». Par exemple, une partie de ténor, une partie de flûte, etc.
Cependant, dans un certain nombre de cas, voix et partie doivent être distinguées :
- Dans la musique d'ensemble, lorsqu'on divise les instrumentistes ou les chanteurs appartenant à un même pupitre, il existe pour une même partie autant de voix que de divisions. Par exemple, une partie de hautbois, peut se diviser en deux voix — premier et deuxième hautbois — ; ou encore, une partie de soprano, peut se diviser en deux voix — premiers et seconds sopranos —, etc. Dans l'orchestre symphonique, la  division des pupitres de cordes (premiers, deuxièmes violons, altos, violoncelles, contrebasses) est exceptionnelle mais elle est assez générale pour les vents qui ont ainsi chacun une partie soliste.

- Lorsqu'une partie instrumentale est écrite sur plus d'une portée — comme sur les instruments indiqués précédemment — celle-ci comprend nécessairement plusieurs voix. Par exemple, une partie de piano comprend au moins deux voix, une par portée, et par conséquent, une par main.

- Par ailleurs, la partie de certains instruments harmoniques — tels que la guitare, le luth, etc. — bien qu'écrite sur une seule portée, peut contenir plusieurs voix, jusqu'à 4, plus rarement 5 (un accord  de 5 notes simultanées sur 5 cordes pincées chacune par un doigt de la main droite). Par exemple, dans une partie de guitare, l'enchaînement des accords si, ré, sol et do, mi, sol fait apparaître trois voix.